# Туруханск (аэропорт)
Аэропорт Туруханск (ИАТА: THX, ИКАО: UOTT) — аэропорт в Красноярском крае, расположенный в селе Туруханск. Используется для местного сообщения.
Является единственным средством сообщения с «Большой землёй» в периоды весенней и осенней распутицы в связи с отсутствием автомобильных и железных дорог и прекращением навигации на Енисее во время ледохода.

## Принимаемые типыВС
Ан-12, Ан-24, Ан-26, Ан-28, Ан-30, Ан-32, Ан-72, Ан-74, Як-40, ATR 42, Cessna 208 и др. типы ВС 3-4 класса, вертолёты всех типов. Максимальный взлётный вес воздушного судна 36 тонн. Классификационное число ВПП (PCN) 13/R/A/X/T.
До Игарки и обратно раз в две недели летает вертолёт. Самолёты из Игарки в Туруханск и в обратном направлении не летают. Некоторое время существовал кольцевой рейс Сургут — Туруханск — Игарка — Сургут самолётом компании UTair. Этот рейс себя не оправдывал, поэтому посадку в Туруханске отменили и оставили прямой маршрут Сургут — Игарка.
В 2010 году авиакомпания «Катэкавиа» пять раз в неделю совершала рейсы Красноярск — Туруханск (время полёта — 3 часа, цена билета — около 200 евро в одну сторону); к 2012 году рейсы отменены.
По состоянию на май 2016 года, из аэропорта осуществляется авиарейс в Красноярск авиакомпанией Nordstar Airlines.

## Показатели деятельности
| год             | 2014 | 2015 | 2016 | 2017 |
| тыс. пассажиров | 23,3 | 21,2 | 21,0 | 19,6 |
| Источники:      |      |      |      |      |

## Реконструкция аэропорта
Осенью 2014 года в Туруханске было введено в эксплуатацию новое здание аэропорта. Здание построено по блочно-модульной схеме. 56 блок-модулей заводской готовности в начале лета 2014 года были доставлены по р. Енисей до места строительства.

## Галерея

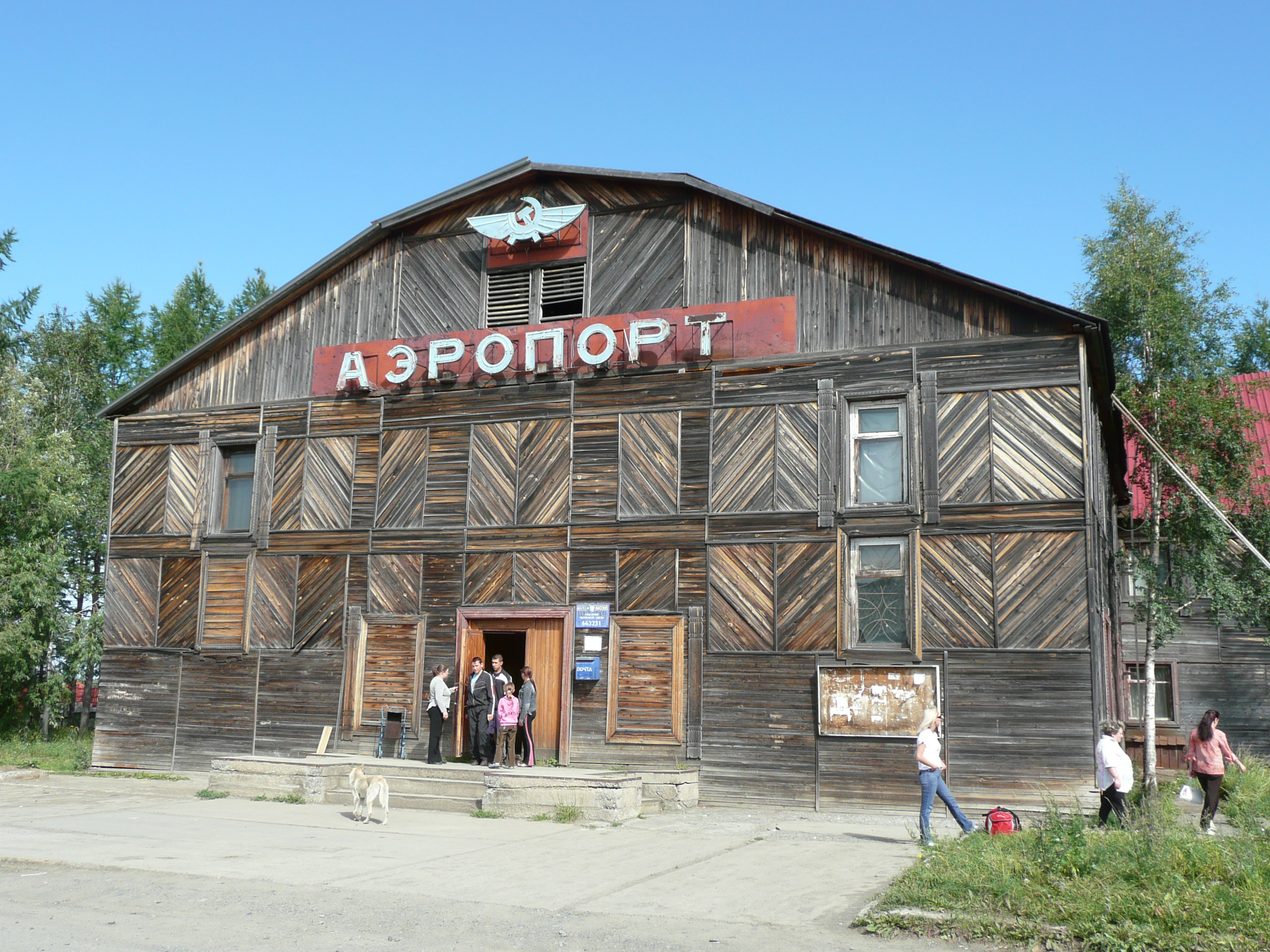
Старое здание аэровокзала